# Première STI2D
Pour des articles plus généraux, voir STI2D et Classe de première française.
En France, la classe de première STI2D est la deuxième et avant-dernière année du lycée, qui prépare au baccalauréat lorsque l’élève a choisi le Baccalauréat STI2D.

La première littéraire dans les études secondaires en France

La classe de première technologique appartient à une des huit « séries » technologique préparant au Baccalauréat technologique, avec la première STL, la première STD2A (arts appliqués), la première ST2S (sanitaire et social), la première STMG (management et gestion), la première S2TMD (théâtre, musique et danse), la première STHR (hôtellerie et restauration) et la première STAV (agronomie et vivant). Le baccalauréat donne accès aux études supérieures, notamment technologiques : BTS, DUT, et après à une Licence professionnelle. La classe de première STI2D est accessible après la seconde générale et technologique. L’année suivante l’élève passe en terminale STI2D. STI2D signifie "Sciences et Technologies de l’Industrie et du Développement Durable".

## Matières enseignées (depuis 2019)
| Enseignements communs                                                       | Enseignements communs          |
| --------------------------------------------------------------------------- | ------------------------------ |
| Français                                                                    | 3 heures                       |
| Histoire-géographie                                                         | 1 heure 30                     |
| Enseignement moral et civique                                               | 18 heures annuelles            |
| Langues vivantes A et B + Enseignement technologique en langue vivante A a) | 4 heures (dont 1 heure d'ETLV) |
| Éducation physique et sportive                                              | 2 heures                       |
| Mathématiques                                                               | 3 heures                       |
|                                                                             |                                |
| Accompagnement personnalisé b)                                              |                                |
| Accompagnement au choix de l'orientation c)                                 |                                |
| Heures de vie de classe                                                     |                                |
|                                                                             |                                |
| Enseignements de spécialité                                                 |                                |
| Innovation technologique                                                    | 3 heures                       |
| Ingénierie et développement durable                                         | 9 heures                       |
| Physique-chimie et mathématiques                                            | 6 heures                       |
| Enseignements optionnels : 2 au plus parmi                                  |                                |
| Arts d)                                                                     | 3 heures                       |
| Éducation physique et sportive                                              | 3 heures                       |
| Langue des signes française                                                 | 3 heures                       |
| Atelier artistique                                                          | 72 heures annuelles            |

a) La langue vivante A est étrangère. La langue vivante B peut être étrangère ou régionale. L'horaire élève correspond à une enveloppe globalisée pour ces deux langues vivantes. A l'enseignement d'une langue vivante peut s'ajouter une heure avec un assistant de langue. L'enseignement technologique en langue vivante A est pris en charge conjointement par un enseignant d'une discipline technologique et un enseignant de langue vivante.
b) Volume horaire déterminé selon les besoins de l'élève.
c) 54 heures, à titre indicatif, selon les besoins des élèves et les modalités de l'accompagnement à l'orientation mises en place dans l'établissement.
d) Au choix parmi : arts plastiques ou cinéma-audiovisuel ou danse ou histoire des arts ou musique ou théâtre.

## Évaluation dans le cadre du baccalauréat (depuis 2019)

### Épreuves terminales anticipées de français
A la fin de l'année de première, les élèves passent les épreuves terminales anticipées de français. Il s'agit d'une épreuve écrite de 4 heures (coefficient 5) et d'une épreuve orale de 20 minutes, précédée de 30 minute de préparation (également coefficient 5).

### Évaluations communes
Au cours de l'année de première, les élèves passent deux séries d'évaluations communes (EC), qui constituent une partie de la note finale du baccalauréat. Une première série a lieu au deuxième trimestre tandis qu'une seconde a lieu au troisième trimestre.
| Épreuve                  | EC no 1 (2e trimestre)          | EC no 2 (3e trimestre)          |
| ------------------------ | ------------------------------- | ------------------------------- |
| Histoire-géographie      | Évaluation écrite de 2 heures   | Évaluation écrite de 2 heures   |
| Langue vivante A         | Évaluation écrite de 20 minutes | Évaluation écrite de 1 heure 30 |
| Langue vivante B         | Évaluation écrite de 20 minutes | Évaluation écrite de 1 heure 30 |
| Mathématiques            | Évaluation écrite de 2 heures   | Évaluation écrite de 2 heures   |
| Innovation technologique | Pas d'épreuve                   | Évaluation orale de 20 minutes  |

### Évaluation chiffrée des résultats de l'élève
Au cours de la classe de première, les moyennes trimestrielles ou semestrielles obtenues comptent pour un coefficient 5 dans la note finale du baccalauréat.

## Matières enseignées (avant 2019)

### Enseignements généraux communs
Le programme est composé d’un tronc commun comportant les matières suivantes :
| Enseignement                   | Horaire hebdomadaire de l’élève |
| ------------------------------ | ------------------------------- |
| Mathématiques                  | 4                               |
| Physique-Chimie                | 3                               |
| Français                       | 3                               |
| Histoire-Géographie            | 2                               |
| Langue vivante 1 et 2          | 3                               |
| Éducation physique et sportive | 2                               |

### Enseignements technologiques
| Enseignement                                   | Horaire hebdomadaire de l’élève |
| ---------------------------------------------- | ------------------------------- |
| Enseignement technologique en langue vivante 1 | 1                               |
| Innovation Technologique                       | 3                               |
| Ingénierie & Développement Durable             | 9                               |

### Accompagnement personnalisé
| Enseignement                                                                                             | Horaire hebdomadaire de l’élève |
| --- | ------------------------------- |
| Aide personnalisée, approfondissement, autonomie, acquisition de méthodes, aide à l’orientation, soutien | 2                               |

## Sources
1. ↑  (21e page) Le second cycle général et technologique par série (rentrée 2018) - Ministère de l'Éducation nationale
2. ↑  La voie technologique : huit séries - Ministère de l'Éducation nationale